# Frédéric du Bus
Pour les articles homonymes, voir Dubus (homonymie).
Frédéric du Bus de Warnaffe, dit duBus, né le 11 novembre 1963 à Uccle (province de Brabant), est un dessinateur et humoriste belge. Il est à la fois caricaturiste (Pan, La Dernière Heure - Les Sports, etc.), auteur de bandes dessinées et illustrateur.

## Biographie
Frédéric du Bus naît le 11 novembre 1963 à Uccle,, une commune bruxelloise. 

### Dans la presse
duBus exerce comme caricaturiste à l'hebdomadaire satirique Pan de 1988 à 2001, Le Soir (sports et Soir junior), Gazette de Liége, Le Vif/L'Express. Entre 2000 et 2010, il est collaborateur hebdomadaire à Télémoustique (les Télé-Toons) et Télé Pocket avec des dessins en rapport avec l'actualité. Il est le dessinateur quotidien de La Dernière Heure - Les Sports depuis février 2002 et de La Libre Belgique depuis 2003. Il fournit en outre une planche chaque semaine pour l'hebdomadaire Le Soir Magazine, depuis 2010.
Il remporte le Press Cartoon Belgium du meilleur dessin de presse en 2013 ainsi qu'en 2023. Ses dessins et planches sont compilés en albums aux éditions Luc Pire, La Renaissance du livre et Kennes. Il est également membre du collectif et du site web The Cartoonist, réunissant des dessinateurs belges de presse, créé par Marec, où leurs travaux sont mis à la disposition du public,.

### Illustrateur pour enfants
À partir de 1988, il illustre une dizaine de livres pour enfants dont Léonie dévore les livres (Casterman) Prix Québec-Wallonie-Bruxelles de littérature de jeunesse en 1999,. Par deux fois, il a été sélectionné à la Foire du livre de jeunesse de Bologne[réf. nécessaire] et il a reçu le prix « illustrateur de l'année » décerné par l'UNICEF en 1993[réf. nécessaire]. 
Il réalise également des illustrations pour la presse enfantine (Dauphin, Tremplin, J'aime lire, Les Clés de l'actualité junior…). 

### Au théâtre
Il est l'auteur de quelques sketches pour La Revue des Galeries au Théâtre royal des Galeries en 2001 et 2002.

### Sur les ondes
En 1996, il est collaborateur hebdomadaire de l'émission de télévision Y'en aura pour tout le monde d'Hervé Meillon sur RTL TVI.
De 2007 à 2010, il crée et anime sur Bel RTL avec André Lamy Votez pour moi, une émission satirique quotidienne qui parodie l'actualité. il rédige de nombreuses lettres et billets d’humour, notamment sur La Première.

## Œuvres

### Publications
- Mon pauvre duBus ! (recueil de caricatures), Éditions Luc Pire, 1998  (ISBN 9782930088884).
- Arc-en-ciel, mon mari ! (recueil de caricatures), Luc Pire, 2001  (ISBN 9782874150326).
- Télé Academy (recueil de la BD Télescopes), Luc Pire, 2004.
- La Loi des séries  (recueil de caricatures), Luc Pire, 2007  (ISBN 978-2-87415-882-7).
- Votez pour moi (recueil de caricatures), RTL Éditions, 2008.
- Votez (encore) pour moi (recueil de caricatures), Bruxelles, RTL Éditions, 2009  (ISBN 978-2-507-00467-5).
- La Main aux urnes[11] (recueil de caricatures), La Renaissance du livre, 2012  (ISBN 9782507050610).
- Correspondance duBus (recueil de caricatures), La Renaissance du livre, 2013  (ISBN 9782507051297).
- Blackout (recueil de caricatures), La Renaissance du livre, 2014  (ISBN 9782507052492).
- Trous de balles, La Renaissance du livre, 2015  (ISBN 9782507053567).
- Tout le monde dehors, La Renaissance du livre, coll. « Humour », 2016  (ISBN 9782507054113).
- Décumul intégral, La Renaissance du livre, 2017  (ISBN 9782507055462).
- On s'en bat les c…, La Renaissance du livre, coll. « Humour », 2018  (ISBN 978-2507056056)
- Noir jaune rouge (vert), La Renaissance du livre, 2019  (ISBN 978-2507056520).
- Le Monde d'après, La Renaissance du livre, 2020  (ISBN 978-2507056858).
- Débordés[12],[13], Kennes Éditions, 2021  (ISBN 978-2-380-75120-8).
- Ça va chauffer[14], Kennes Éditions, 2021  (ISBN 978-2-380-75801-6)
- DuBus prend le pouvoir[15], Kennes Éditions, 2023  (ISBN 9782380759372).
- L'Année 2024 vue par duBus[16], Racine, 2024  (ISBN 9782390252818).

### Livres pour enfants
- Léonie dévore les livres (texte de Laurence Herbert), Casterman, 1988  (ISBN 9782203398054).
- L'Âne et la grenouille (texte de Bernard Giraudeau), Nathan, 1989  (ISBN 9782092782422).
- La Nuit des grottes (texte de Marie-Aude Murail), Nathan, 1990   (ISBN 9782092741825).
- Le Facteur pigeon (texte de Bernard Giraudeau), Nathan, 1991  (ISBN 9782092803509).
- Le Lion fanfaron (texte Carl Norac), Casterman, 1991 [lire en ligne].
- Mon père est un gangster (texte de Béatrice Rouer), Casterman, 1992  (ISBN 978-2203175099).
- La Semaine de Lorette (texte de Frédérique Ganzl), Casterman, 1993  (ISBN 978-2203110762).

### Expositions individuelles
- De l'illustration à la  caricature rétrospective duBus[17], centre culturel d'Uccle, du 5 octobre au 3 novembre 2024.

#### Livres
: document utilisé comme source pour la rédaction de cet article.
- Jacques Fiérain, « du Bus », dans La BD à Bruxelles et en Brabant, Charleroi, Éd. l'Âge d'or, avril 2003, 144 p., ill. ; 31 cm (ISBN 9782960119664 et 2960119665, OCLC 470388171, présentation en ligne), p. 43. .

#### Articles
- Frédéric du bus (interviewé), « Le Vif Weekend - Frédéric du Bus : "Le dessin, c'est ma manière d'évacuer l'angoisse du monde" », Le Vif/L'Express,‎ 11 janvier 2021 (lire en ligne , consulté le 14 février 2023).
- Frédéric du Bus (interviewé par Alice Dive), « Frédéric du Bus : "Je m’autocensure vingt-cinq fois par jour" », La Libre Belgique,‎ 27 mars 2022 (lire en ligne , consulté le 14 février 2023).
- Frédéric du bus (interviewé par Olivia Van de Putte), « Rencontre : Frédéric du Bus : "Moins ça va, mieux le caricaturiste se porte" », Plus Magazine,‎ décembre 2024, p. 6-8.

### Podcasts
- Frédéric du Bus à propos de la fusillade à Charlie Hebdo  sur Auvio (1 min), 7 janvier 2015
- Salut les Copions  sur Auvio, présentation : Walid (1 min 9 s), 15 novembre 2022.